# Людвищенська сільська рада
Людвищенська сільська́ ра́да — адміністративно-територіальна одиниця та орган місцевого самоврядування в Шумському районі Тернопільської області. Адміністративний центр — село Людвище.

## Загальні відомості
- Територія ради: 28,231 км²
- Населення ради: 829 осіб (станом на 2001 рік)
- Територією ради протікає річка Корчівка

## Населені пункти
Сільській раді підпорядковані населені пункти:
- с. Людвище

## Склад ради
Рада складалася з 14 депутатів та голови.
- Голова ради: Похила Світлана Миколаївна
- Секретар ради: Буздиган Ганна Степанівна

### Керівний склад попередніх скликань
| Прізвище, ім'я, по батькові | Основні відомості                                                                                  | Дата обрання | Дата звільнення |
| --------------------------- | -------------------------------------------------------------------------------------------------- | ------------ | --------------- |
| Похила Світлана Миколаївна  | Сільський голова, 1958 року народження, освіта вища, член Всеукраїнського об'єднання «Батьківщина» | 26.03.2006   | 31.10.2010      |
| Похила Світлана Миколаївна  | Сільський голова, 1958 року народження, освіта вища, член Всеукраїнського об'єднання «Батьківщина» | 31.10.2010   |                 |

Примітка: таблиця складена за даними сайту Верховної Ради України

### Депутати
За результатами місцевих виборів 2010 року депутатами ради стали:

#### За суб'єктами висування
| Суб'єкт висування          | Кількість обраних депутатів | %    |
| -------------------------- | --------------------------- | ---- |
| Самовисування              | 12                          | 85,7 |
| Громадянська партія «Пора» | 2                           | 14,3 |

#### За округами
| № округу                   | Прізвище, ім'я, по батькові     | Дата визнання обраним | Освіта             | Партійна приналежність                        | Відомості про обраного депутата                   |
| -------------------------- | ------------------------------- | --------------------- | ------------------ | --------------------------------------------- | ------------------------------------------------- |
| Громадянська партія «ПОРА» |                                 |                       |                    |                                               |                                                   |
| 4                          | Гордовська Катерина Євгеніївна  | 03.11.2010            | середня            | позапартійна                                  | тимчасово не працює                               |
| 8                          | Белаш Ростислав Васильович      | 03.11.2010            | середня            | позапартійний                                 | тимчасово не працює                               |
| Самовисування              |                                 |                       |                    |                                               |                                                   |
| 1                          | Хрищук Анастасія Іванівна       | 03.11.2010            | середня спеціальна | позапартійна                                  | пенсіонер                                         |
| 2                          | Войцишевська Мелітина Іванівна  | 03.11.2010            | середня            | позапартійна                                  | тимчасово не працює                               |
| 3                          | Хрищук Олександр Іванович       | 03.11.2010            | середня            | позапартійний                                 | СП"Мікоген-Україна", шофер                        |
| 5                          | Хрищук Леонід Васильович        | 03.11.2010            | середня            | позапартійний                                 | тимчасово не працює                               |
| 6                          | Іщук Оксана Іларіонівна         | 14.11.2010            | середня спеціальна | позапартійна                                  | фельдшерсько-акушерський пункт с. Людвище, акушер |
| 7                          | Дмитрук Алла Анатоліївна        | 03.11.2010            | вища               | позапартійна                                  | ЛюдвищенськаСільська рада, бухгалтер              |
| 9                          | Буздиган Ганна Степанівна       | 03.11.2010            | вища               | член Всеукраїнського об'єднання «Батьківщина» | ЛюдвищенськаСільська рада, секретар               |
| 10                         | Ажита Володимир Павлович        | 03.11.2010            | середня спеціальна | позапартійний                                 | пенсіонер                                         |
| 11                         | Поперечний Іван Анатолійович    | 03.11.2010            | середня            | позапартійний                                 | ЗАТ «Галичина», молокозбирач                      |
| 12                         | Пелешок Тарас Олексійович       | 03.11.2010            | незакінчена вища   | позапартійний                                 | тимчасово не працює                               |
| 13                         | Нікіфорчук Галина Олександрівна | 03.11.2010            | середня            | позапартійна                                  | тимчасово не працює                               |
| 14                         | Нікіфорчук Лариса Іванівна      | 03.11.2010            | середня            | позапартійна                                  | Людвищенська загальноосвітня школа, кухар         |